# دزرت نیوز
دزرت نیوز (انگلیسی: Deseret News,‎i‎/dɛzəˈrɛt/‎) روزنامه ای است که در سالت‌لیک‌سیتی، یوتا، ایالات متحده آمریکا منتشر می‌شود. دزرت نیوز قدیمی‌ترین روزنامه ایست که به‌طور پیوسته در یوتا منتشر می‌شود و بیشترین شمارگان یکشنبه‌ها و دومین شمارگان بزرگ روزانه را در ایالت پس از سالت لیک تریبیون  داراست. دزرت نیوز در مالیکت شرکت انتشاراتی دزرت نیوز، از شرکت‌های دختر شرکت هلدینگ ابرشرکت مدیریت دزرت است که متعلق به کلیسای عیسی مسیح قدیسان آخرالزمان است.
لحن تحریریه دزرت نیوز معمولاً میانه‌رو تا محافظه‌کار توصیف می‌شود، و اغلب منعکس کنندهٔ ارزشهای مالکش، کلیسای مورمون تلقی می‌شود. برای مثال این روزنامه آگهی‌هایی را که معیارهای کلیسا را نقض کنند نمی‌پذیرد.